# Jaroslav Olšava
Jaroslav Olšava, vlastním jménem Jaroslav Moštěk (6. dubna 1922 Nová Říše – 17. března 2012 Skuhrov) byl katolický kněz a spisovatel.
Narodil se 6. dubna 1922 v Nové Říši na Moravě v početné rodině s 15 dětmi. Zemřel 17. března 2012 ve Skuhrově u Havlíčkova Brodu. Na kněze byl vysvěcen roku 1948 v Brně. Již v mládí projevil literární talent, avšak publikovat začal až po roce 1989. Jako kněz působil na jižní Moravě a ve východních Čechách a zvláště z doby komunistické diktatury čerpal množství námětů pro své knihy, vydávané většinou vlastním nákladem.

## Dílo

### Knihy
- Vánoční pohádky a povídky (1991)
- Hledání pokladů (1993)
- Kvetoucí růže a plevel (1994)
- Nalezený poklad (1997)
- Cesty kněze za volantem (1998)
- Vinice Páně a kamenolom Boží (1999)
- Jiskry v popelu (1999)
- U táborového sporáku (2000)
- Království Boží slíbeno ponižovaným (2001)
- Údržbáři chrámu (2002)
- Pastýř mezi vlky (2002)
- Pohádky (2003)
- Pod děravou střechou (2003)
- Od bicyklu k auťáku (2004)
- Chudobky z Vysočiny (2004)
- Drobty chleba (2005)
- Příběhy a myšlenky I. (2005)
- Žně válečné (2005)
- Příběhy a myšlenky II. (2006)
- Filípek a vlaštovky (2006)
- Návrat vyhnanců (2007)
- Zrno a plevy (2008)
- Drama Štědrého dne (2008)
- Utkáno ze zbytků (2009)
- Bdění nad knihou (2010)